# Targhe d'immatricolazione dell'Algeria

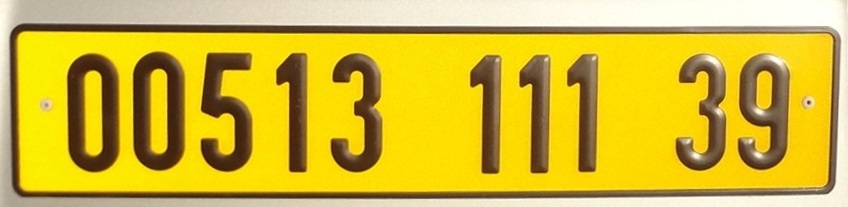
Targa posteriore di un veicolo privato immatricolato nel 2011

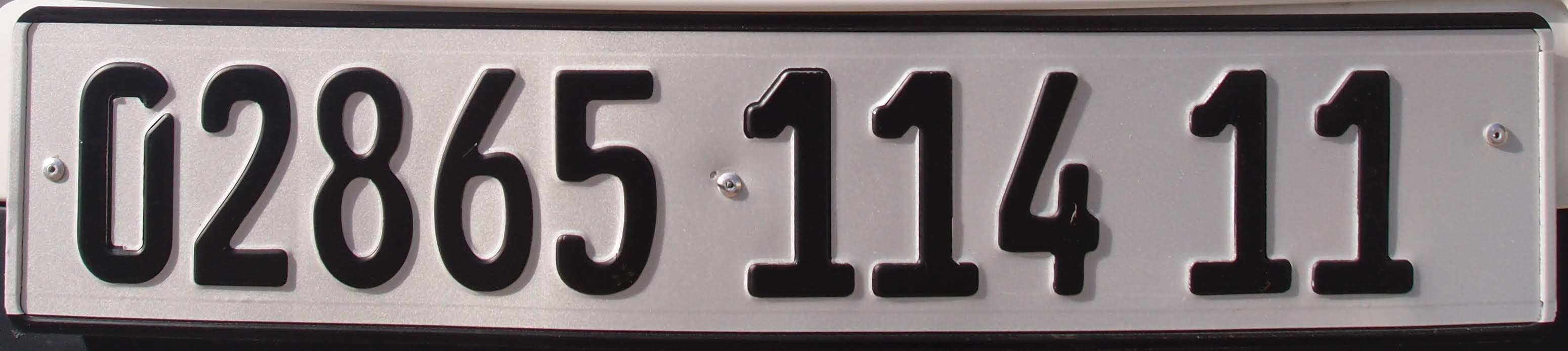
Targa anteriore di un veicolo privato immatricolato nel 2014

Le targhe d'immatricolazione dell'Algeria attuali, in uso a partire dal 1976, seguono lo stesso sistema delle targhe francesi adottate dal 1993 al 2004, usando lo stesso tipo di carattere; negli ultimi anni, tuttavia, sono stati adottati font differenti da quelli francesi, come l'Impact e il Century Gothic.

## Caratteristiche
Le targhe anteriori sono bianche con caratteri neri, mentre quelle posteriori sono gialle con caratteri neri. 
Sono composte da tre gruppi di cifre divisi da uno spazio (le prime targhe di questo tipo erano separate da un trattino). Dalla fine degli anni '90, il primo gruppo di numeri è composto da cinque cifre (includendo lo zero come primo numero; le prime targhe di questo tipo, invece, avevano fino a tre cifre e non potevano avere lo zero come primo numero). Il secondo gruppo di numeri è composto da tre cifre, e sono utilizzate per identificare il tipo di veicolo e l'anno di immatricolazione (per esempio 198 indica che è un veicolo privato registrato nel 1998). Nel caso non si conosca l'anno di fabbricazione dell'automezzo, il numero riportato è 33. L'ultimo gruppo di numeri è composto da tre cifre e indica il wilaya (in arabo: ولاية), ossia la provincia in cui il veicolo è stato immatricolato. Quelle con il codice numerico da 49 a 58 sono state create con un'apposita legge approvata dal Gabinetto nazionale il 26 novembre 2019. Tali province sono divenute operative nel gennaio 2022. 
A volte è presente a sinistra, o meno spesso a destra, la bandiera del Paese che sormonta la sigla automobilistica internazionale DZ a caratteri rossi; sono documentate anche targhe con la scritta "Algerie" o "ALGERIE" di colore bianco in un rettangolo nero all'interno della bandiera. 
Di norma il formato su una linea misura 490×100 mm, quello su doppia linea 270×190 mm.
Esempio di targa anteriore e posteriore su un veicolo privato immatricolato nel 1963 e registrato a Blida
| 909-163-09 |

| 909-163-09 |

Esempio di targa anteriore e posteriore su un veicolo privato immatricolato nel 2001 e registrato a Mostaganem
| 00174 101 27 |

| 00174 101 27 |

## Targhe diplomatiche
Le targhe diplomatiche sono verdi e sono composte da tre gruppi di cifre, separati da un trattino. Il primo gruppo di 1-3 cifre è il numero seriale progressivo di immatricolazione del veicolo; il secondo, composto da due cifre, indica se la vettura appartiene a un diplomatico o al personale di un'ambasciata o di un consolato. Il terzo gruppo, formato da due cifre, è il codice identificativo dello Stato (es.: 27 per l'Italia, 37 per la Norvegia ecc.).
Esempio di targa anteriore e posteriore apposta su un veicolo diplomatico dell'ambasciata italiana:
| 679-66-27 |

| 679-66-27 |

## Forze armate

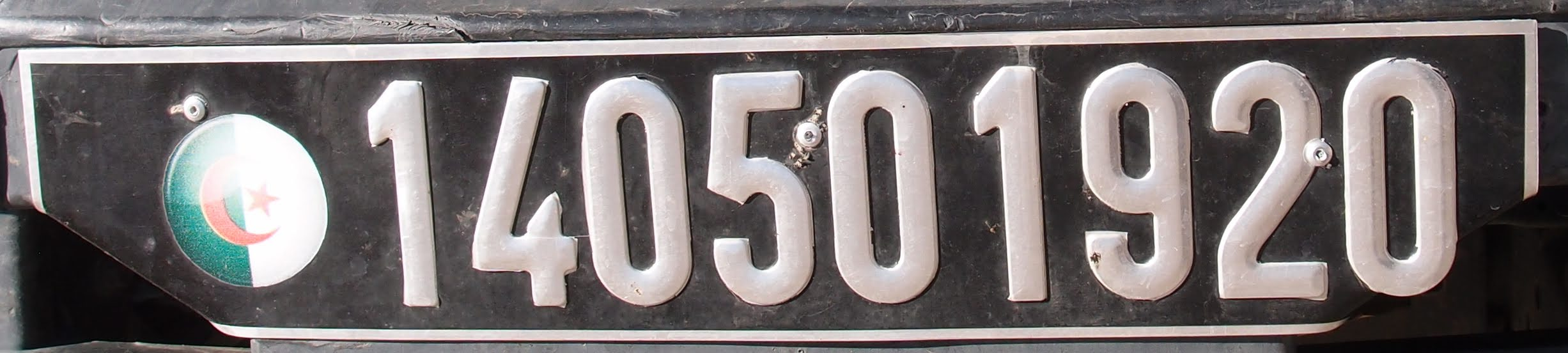
Targa di un mezzo delle Forze armate popolari nazionali

Le targhe degli automezzi delle Forze armate popolari nazionali si contraddistinguono per la bandiera algerina in forma circolare a sinistra e la numerazione a 9-10 cifre grigio argento su fondo nero.

## Categorie di veicoli
La prima cifra del secondo blocco di tre cifre identifica la categoria di veicolo secondo il seguente schema:
| Cifra | Categoria di veicolo        |
| ----- | --------------------------- |
| 1     | Autovettura privata         |
| 2     | Autocarro                   |
| 3     | Veicolo commerciale leggero |
| 4     | Autobus                     |
| 5     | Rimorchio pesante           |
| 6     | Macchina agricola           |
| 7     | Macchina da costruzione     |
| 8     | Rimorchio leggero           |
| 9     | Motoveicolo                 |

## Codici numerici identificatori dei wilaya

Distribuzione nel territorio nazionale dei codici numerici identificatori dei wilaya

## Codici numerici identificatori deiwilaya[6]
| Codice | Wilaya        | Codice | Wilaya              |
| ------ | ------------- | ------ | ------------------- |
| 01     | Adrar         | 02     | Chlef               |
| 03     | Laghouat      | 04     | Oum el-Bouaghi      |
| 05     | Batna         | 06     | Béjaïa              |
| 07     | Biskra        | 08     | Béchar              |
| 09     | Blida         | 10     | Bouira              |
| 11     | Tamanrasset   | 12     | Tébessa             |
| 13     | Tlemcen       | 14     | Tiaret              |
| 15     | Tizi Ouzou    | 16     | Algeri              |
| 17     | Djelfa        | 18     | Jijel               |
| 19     | Sétif         | 20     | Saida               |
| 21     | Skikda        | 22     | Sidi Bel Abbès      |
| 23     | Annaba        | 24     | Guelma              |
| 25     | Costantina    | 26     | Médéa               |
| 27     | Mostaganem    | 28     | M'Sila              |
| 29     | Mascara       | 30     | Ouargla             |
| 31     | Orano         | 32     | El Bayadh           |
| 33     | Illizi        | 34     | Bordj Bou Arreridj  |
| 35     | Boumerdès     | 36     | El Tarf             |
| 37     | Tindouf       | 38     | Tissemsilt          |
| 39     | El Oued       | 40     | Khenchela           |
| 41     | Souk Ahras    | 42     | Tipasa              |
| 43     | Mila          | 44     | ʿAyn Defla          |
| 45     | Naâma         | 46     | ʿAyn Temūshent      |
| 47     | Ghardaïa      | 48     | Relizane            |
| 49     | Timimoun      | 50     | Bordj Badji Mokhtar |
| 51     | Ouled Djellal | 52     | Béni Abbès          |
| 53     | In Salah      | 54     | In Guezzam          |
| 55     | Touggourt     | 56     | Djanet              |
| 57     | El M'Ghair    | 58     | Al-Mani'a           |